# Ribozima
Un ribozima (termine composto da acido ribonucleico ed enzima), anche noto come enzima a RNA o RNA catalitico, è una molecola di RNA in grado di catalizzare una reazione chimica similmente agli enzimi, che invece sono proteine.
Numerosi ribozimi sono in grado di catalizzare il taglio dei legami fosfodiesterici presenti su altre molecole di RNA, così come sul ribozima stesso.
Nel corso di ricerche sull'origine della vita sono stati prodotti ribozimi in grado di autocatalizzare, in condizioni specifiche, la loro stessa sintesi.
Studi in vitro sul ripiegamento della proteina prionica hanno evidenziato anche che l'RNA potrebbe essere in grado di catalizzare la trasformazione patologica della proteina stessa, così come fanno le proteine chaperonine, mostrando il carattere polivalente dei ribozimi.

## La scoperta dei ribozimi

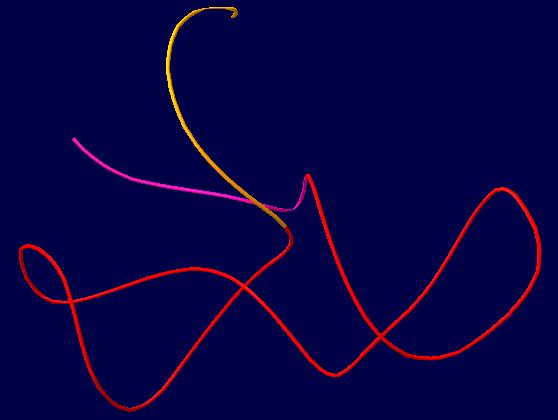
Il ribozima hammerhead ha una regione (in rosso) deputata all'ingresso di un filamento di RNA, che viene così ad essere tagliato.

Prima della scoperta dei ribozimi, le proteine erano le uniche macromolecole biologiche ritenute in grado di svolgere attività catalitica. Nel 1967, Carl Woese, Francis Crick e Leslie Orgel furono i primi a suggerire che l'RNA potesse essere coinvolto in un qualche tipo di catalisi, sulla base di osservazioni di strutture secondarie di RNA molto complesse.
Il primo ribozima fu identificato nel 1980 da Thomas R. Cech, che si stava occupando dello splicing dell'RNA nel protozoo ciliato Tetrahymena thermophila. Questo ribozima era contenuto all'interno di un introne di un trascritto RNA ed era in grado di auto-rimuoversi dal filamento stesso. Nel 1989, Thomas R. Cech e Sidney Altman vinsero il Premio Nobel per la chimica per le loro "scoperte sulle proprietà catalitiche dell'RNA".

## Ipotesi sull'origine dei ribozimi
Sebbene la maggior parte dei ribozimi abbiano una piccola concentrazione cellulare, il loro ruolo è essenziale per la vita. Ad esempio, la regione funzionale del ribosoma, responsabile della sintesi proteica, è essenzialmente un ribozima.
Walter Gilbert ha proposto che nel passato le cellule primordiali si servissero di RNA sia come materiale genetico che come molecola strutturale e catalitica: solo successivamente questi ruoli vennero affidati a DNA e proteine. Questa ipotesi è nota come ipotesi del mondo a RNA. Queste considerazioni implicano che i ribozimi presenti oggi nelle cellule, così come i ribosomi stessi, siano da considerare fossili viventi di una vita ancestrale basata esclusivamente sugli acidi nucleici.

## Tipi di ribozima
I ribozimi più studiati sono la RNasi P, gli introni di gruppo I e gruppo II, il leadzyme (letteralmente piombo-zima), il ribozima hairpin (ribozima a forcina), il ribozima hammerhead (ribozima a testa di martello), il ribozima del virus dell'epatite delta ed il ribozima di Tetrahymena termophila. Essi possono essere suddivisi in almeno cinque categorie.
| Tipo di ribozima                       | Ruolo |
| Introni che svolgono splicing autonomo | Alcuni introni di gruppo I, II e III sono in grado di andare incontro a splicing attraverso un processo autocatalitico. Esistono inoltre crescenti evidenze che lo splicing degli introni GU-AG includa passaggi catalizzati da snRNA. |
| RNAsi P                                | L'enzima, che crea le estremità 5′ dei tRNA batterici, è composto di una subunità ad RNA (catalitica) e di una proteica (strutturale).                                                                                                 |
| RRNA                                   | L'attività della peptidil trasferasi, richiesta per la creazione del legame peptidico durante la sintesi proteica, è legata all'rRNA 23S della subunità maggiore del ribosoma.                                                         |
| tRNAPhe                                | Va incontro ad un taglio auto-catalizzato in presenza di ioni divalenti di piombo. Più in generale, il ruolo di cofattori metallici divalenti (soprattutto Mg2+) è molto importante la quasi totalità dei ribozimi studiati.           |
| telomerasi                             | Protezione delle estremità dei cromosomi dalla degradazione e l'accorciamento. |
| Genomi virali                          | La replicazione del genoma ad RNA di alcuni virus coinvolge ribozimi nel taglio dei genomi neo-sintetizzati uno di seguito all'altro. Esempi di ciò sono i viroidi delle piante ed il viroide dell'epatite delta.                      |

## Ribozimi sintetici

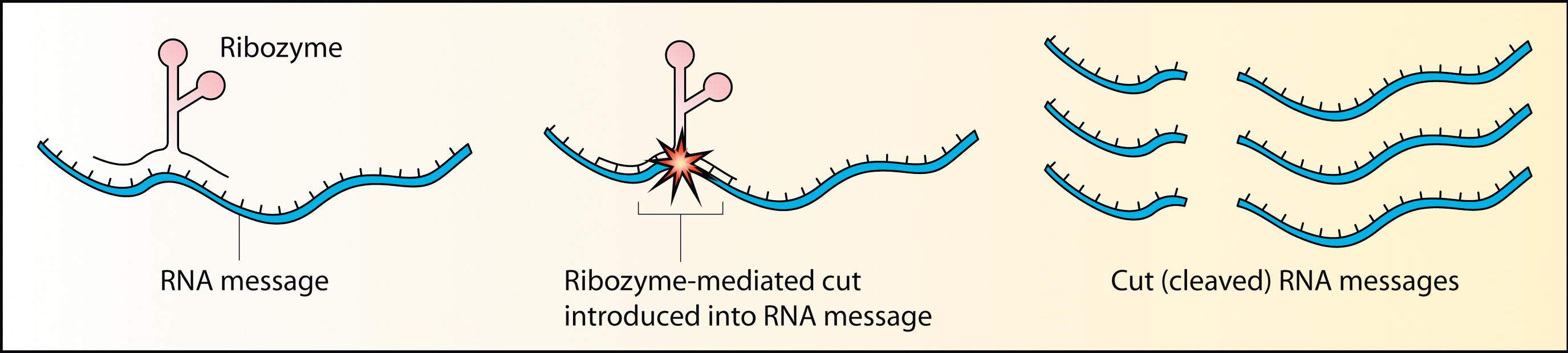
Meccanismo schematizzato del taglio di filamenti di RNA da parte di un ribozima.

Dalla scoperta dei primi ribozimi presenti nelle cellule è cresciuto l'interesse nello studio di nuovi ribozimi sintetici, ingegnerizzati in laboratorio. Sono stati prodotti, ad esempio, RNA in grado di auto-tagliarsi che hanno mostrato un'alta attività enzimatica. Allo stesso tempo sono stati isolati degli enzimi RNA ligasi che legano insieme due frammenti di RNA. Diversi ribozimi che catalizzano diverse reazioni chimiche (ad esempio Diels-Alder, legami peptitici, etc.) sono stati isolati. La tecnica che viene usata per produrre ribozimi artificiali è stata sviluppata all'inizio degli anni novanta nei laboratori di Jack W. Szostak (Harvard) e Gerald Joyce (Scripps Research Institute) ed è nota con il termine 'evoluzione in vitro'. Questa tecnica consiste nel sottoporre un grande insieme di molecole di RNA, aventi diverse sequenze, a diversi cicli di selezione, amplificazione (mediante la tecnica della PCR), e mutazione. Le molecole che soddisfano le proprietà desiderate verranno selezionate e verranno amplificate, mentre le molecole non attive non verranno amplificate. Questa tecnica si basa sull'applicazione a livello molecolare delle regole dell'evoluzione darwiniana.